# The Elder Scrolls IV: Oblivion
The Elder Scrolls IV: Oblivion, ili Oblivion, je računalna i videoigra za jednog igrača s temom fantazije i orijentirana na akcijsko igranje. Razvila ju je Bethesda Game Studios i izdao Bethesda Softworks i Take-Two Interactive i to je četvrti nastavak u Elder Scrolls seriji. Puštena u prodaju u ožujku 2006. za Windows, PlayStation 3, and Xbox 360 platformu, prodana je u preko 1,7 milijuna primjeraka do 10. travnja 2006. i preko 3 milijuna primjeraka do 18. siječnja 2007.
Oblivion su kritičari dobro prihvatli, osvojio je mnoge nagrade s prosječnom ocjenom od 94 %. Verzija za PlayStation 3 je izdana 20. ožujka 2007. u Sjevernoj Americi i 27. travnja 2007. u Velikoj Britaniji. Kasnije su izdana i dva dodatka za igru, Knights of the Nine i Shivering Isles, uz dodatke manjih plug-inova i dodataka za igru, koji su dostupni na stranicama izdavača i na Xbox Live Marketplace. Kompilacija s obje ekstenzije igre Oblivion: Game of the Year Edition najavljena je 9. srpnja 2007., s planiranim datumom izlaska u rujnu.

## Radnja
Priča igre je fokusirana na bivšeg zatvorenika uvučenog u plan gospodara Daedre da pokori zemlju smrtnika. Vrata paklenog svijeta Obliviona/Zaborava(prevedeno) su otvorena, kroz koja mnoga paklena bića ulaze u svijet smrtnika. Igra nastavlja tradiciju prijašnjih nastavaka Elder Scrolls sage, dopuštajući igraču da putuje u bilo koji dio svijeta u igri u bilo koje vrijeme, uključujući opciju ignoriranja ili odgađanja glavnoga zadatka bez vremenskog ograničenja.